# Liberale Partij (Nederland)
De Nederlandse Liberale Partij ontstond in 1922 als tegenhanger van 'De Vrijheidsbond'. De partij vertegenwoordigde de conservatief-liberale stroming die vasthield aan het beginsel van staatsonthouding, zoals liberalen dat in de negentiende eeuw aanhingen.
De Liberale Partij was één periode (1922-1925) in de Tweede Kamer vertegenwoordigd. Voorman van de partij was de 85-jarige Sam van Houten. In de Tweede Kamer werd de partij vertegenwoordigd door Lizzy van Dorp.

## Beginselen
Het korte programma van de Liberale Partij bevatte onder meer de volgende punten:
- vermindering van overheidsbemoeiing en staatsuitgaven en daarmee verlaging van de belastingdruk
- vrijheid van loonvorming
- herinvoering van het districtenstelsel
- herziening van de verkiezing van de Eerste Kamer, waardoor die beter tegen overijling en machtsmisbruik kon waken
- volledige onafhankelijkheid van afgevaardigden, zonder fractiediscipline
- grotere vrijheid van werktijd voor volwassenen
- bevordering van emigratie

## Persoonlijkheden
De 85-jarige voorman van de Liberale Partij Sam van Houten behoorde in de 19e eeuw tot de vooruitstrevende liberalen, maar kwam geleidelijk in conservatiever vaarwater. Bij de Tweede Kamerverkiezingen van 1922 was hij lijsttrekker van de Liberale Partij, maar hij verklaarde slechts zitting te nemen, als alle andere kandidaten op de lijst gekozen zouden worden.
Kamerlid voor de Liberale Partij werd Lizzy van Dorp, een aanhangster van het doctrinaire liberalisme en voorvechtster van vrouwenemancipatie.

## Electoraat
De Liberale Partij kreeg bij de verkiezingen van 1922 ruim 18.000 stemmen (0,6%). Haar aanhang was het sterkst in Den Haag en Amsterdam, en in de provincie Groningen, de 'thuisbasis' van Van Houten.
Liberale Unie (1885-1921) · Radicale Bond (1892-1901) · Vrije Liberalen (1894-1906) · Vrijzinnig-Democratische Bond (1901-1946) · Bond van Vrije Liberalen (1906-1921) · Economische Bond (1917-1921) · Vrijheidsbond/Liberale Staatspartij (1921-1946) · Liberale Partij (1922-1925) · Partij van de Vrijheid (1946-1948)
Volkspartij voor Vrijheid en Democratie (1948-heden) · Democraten 66 (1966-heden) · Volt Nederland (2017-heden)